# 64 (liczba)
64 (sześćdziesiąt cztery) – liczba naturalna następująca po 63 i poprzedzająca 65.

## 64 w nauce
- liczba atomowa gadolinu
- obiekt na niebie Messier 64
- galaktyka NGC 64
- planetoida (64) Angelina
- określa szerokość magistrali danych stosowanej we współczesnych 64-bitowych procesorach (np. Intel, AMD, Motorola, DEC, IBM, Sun Microsystems, HP, MIPS – zobacz Architektura 64-bitowa)
- rozmiar radioteleskopu w australijskim The Parkes Observatory (1961), zlokalizowanego około 380 km na zachód od Sydney. 64 metry ma również japoński radioteleskop w Usuda Deep Space Center (UDSC), który rozpoczął pracę w 1985 r., rosyjski radioteleskop Kaliazin oraz SRT (Sardinia Radio Telescope).

## 64 w innych dziedzinach
- w kalendarzu 64. dniem w roku jest 5 marca (w latach przestępnych jest to 4 marca).
- Zobacz też co wydarzyło się w roku 64. Jest to też popularne określenie roku 1964.
- liczba wszystkich pól na szachownicy oraz nazwa pierwszego rosyjskiego czasopisma poświęconego szachom („64”)
- w telefonii jest kodem kraju, pozwalającym na wybieranie numerów telefonu z Nowej Zelandii
- liczbę tę miały w swojej nazwie: popularny 8-bitowy mikrokomputer Commodore 64 (C64) oraz konsola do gier Nintendo 64 (N64).